# Tom Clancy's Rainbow Six: Vegas 2
Tom Clancy's Rainbow Six: Vegas 2 (укр. Том Кленсіс Рейнбоу Сикс: Веґас 2) Тома Кленсі — відеогра, суміш тактичного шутера від першої і третьої особи з елементами рольової гри, розроблена компанією Ubisoft Montreal і видана Ubisoft. Гра є сіквелом до гри Tom Clancy's Rainbow Six: Vegas, а також дев'ятою грою в серії Rainbow Six (не рахуючи доповнень). Гра вийшла 18 березня 2008 року в Європі і США у версіях для ігрових приставок Xbox 360 і PlayStation 3. Вихід версії для персонального комп'ютера відбувся 15 квітня 2008 року.
Гра позиціонується розробниками як «наполовину пріквел, наполовину сіквел», так як дії гри розгортаються до подій першої частини Tom Clancy's Rainbow Six: Vegas, паралельно до них і після них. Протагоністом Tom Clancy's Rainbow Six: Vegas 2 є Бішоп (англ. Bishop), повністю новий персонаж серії. Сюжет гри доповнює і продовжує сюжет попередньої частини, яка відбувається в наш час в Лас-Вегасі, США. У грі зустрічається Логан Келлер (англ. Logan Keller) — протагоніст першої частини. Сюжетно Tom Clancy's Rainbow Six: Vegas 2 є класичним бойовиком — в сюжетній історії фігурують терористи з біологічною зброєю, несподівана зрада напарників і помста.
Гра «Tom Clancy's Rainbow Six: Vegas 2» є одночасно шутером і від першої, і від третьої особи. У стандартному режимі гра ведеться від першої особи, однак присутня механіка стрільби зі схованок (на зразок Gears of War), в якій огляд змінюється на вигляд від третьої особи. Гра містить безліч елементів тактичного шутера (командні дії, можливість віддавати накази, формальна можливість вибирати стиль проходження, частково нелінійний дизайн рівнів) і елементів рольової гри (можливість модифікувати зовнішність і характеристики персонажа: вибирати стать, фізіологічні характеристики, одяг, захисне спорядження тощо). Протягом гри персонаж разом з двома бійцями спецназу знищує безліч ворогів з використанням переважно вогнепальної зброї. Однак є рівень — нафтобаза, де персонажу потрібно діяти самотужки.